# Synchronic
Pour plus de détails, voir Fiche technique et Distribution.
Synchronic est un film de science-fiction américain réalisé par Justin Benson et Aaron Moorhead et sorti en 2019.
Il est présenté au festival international du film de Toronto 2019 et sort en salles l'année suivante.

## Synopsis
Alors qu'ils travaillent comme secouristes de nuit à La Nouvelle-Orléans, Steve et Dennis, deux amis proches aux vies bien différentes, se retrouvent confrontés à une nouvelle drogue de synthèse. En effet, les victimes des dernières scènes sur lesquelles ils ont été appelés ont vraisemblablement consommé du Synchronic. Or, toutes sont décédées ou ont été blessées dans d'étranges circonstances. Steve décide de se procurer les dernières pilules de Synchronic afin d'éviter d'autres drames. Il vient alors d'apprendre qu'il est atteint d'une tumeur cérébrale touchant précisément sa glande pinéale.
Lorsque Brianna — la fille ainée de Dennis — est portée disparue, Steve expérimente lui-même la drogue, dont les propriétés permettent de voyager dans le temps pendant quelques minutes. Il espère ainsi ramener Brianna auprès des siens. Il va alors tenter de comprendre comment cela fonctionne pour retrouver l'époque où est la jeune fille.

## Fiche technique
Sauf indication contraire, les informations mentionnées dans cette section peuvent être confirmées par la base de données cinématographiques IMDb,  présente dans la section « Liens externes ».
- Titre original et français : Synchronic
- Réalisation : Justin Benson et Aaron Moorhead
- Scénario : Justin Benson
- Musique : Jimmy LaValle (en)
- Photographie : Aaron Moorhead
- Montage : Aaron Moorhead et Justin Benson
- Production : Justin Benson, Aaron Moorhead, David Lawson Jr. et Michael Mendelsohn
- Sociétés de production : XYZ Films, Patriot Pictures et Rustic Films
- Société de distribution : Well Go USA Entertainment
- Pays de production :  États-Unis
- Langue originale : anglais
- Format : couleur
- Genre : science-fiction, horreur
- Durée : 96 minutes
- Dates de sortie : 
  - Canada : 7 septembre 2019 (festival de Toronto)
  - États-Unis : 23 octobre 2020
  - France : 3 mars 2021 (DVD)
- Classification[1] :
  - États-Unis : R
  - France : interdit aux moins de 10 ans

## Distribution
- Jamie Dornan (VF : Valentin Merlet) : Dennis Dannelly
- Anthony Mackie (VF : Jean-Baptiste Anoumon) : Steve Denube
- Ally Ioannides (VF : Ninon Moreau) : Brianna Dannelly
- Katie Aselton (VF : Barbara Beretta) : Tara Dannelly
- Bill Oberst Jr. (VF : Igor Chometowski) : The Looter
- Natasha Tina Liu (VF : Julie Mouchel) : Christina
- Martin Bats Bradford : Bob
- Adam J. Yeend (en) : Kyle
- Devyn A. Tyler : Danika
- Betsy Holt : Leah
- Shane Brady : Travis

 Source et légende : version française (VF) sur RS Doublage

## Production
Le tournage a lieu à La Nouvelle-Orléans, notamment dans le quartier d'Algiers Point et dans les Deep South Studios.

## Clin d’œil
Le film possède un lien avec les précédents films du duo de réalisateurs : Resolution et The Endless. Il est ici question d'une drogue créée à partir d'une fleur spécifique poussant dans le désert de Californie évoquée dans The Endless.

## Article annexe
- Psychotrope au cinéma et à la télévision